# Ciclismo al XVI Festival olimpico estivo della gioventù europea
Le competizioni di ciclismo su strada al XVI Festival olimpico estivo della gioventù europea si sono svolte dal 26 al 28 luglio 2022 a Banská Bystrica, in Slovacchia

## Podi

### Ragazzi
| Evento                    | Oro               | Argento           | Bronzo            |
| Corsa in linea (dettagli) | Cedric Keppens    | Patryk Goszczurny | Michał Strzelecki |
| Cronometro (dettagli)     | Patryk Goszczurny | Pavel Sumpik      | Seb Grindley      |

### Ragazze
| Evento                    | Oro          | Argento                  | Bronzo             |
| Corsa in linea (dettagli) | Cat Ferguson | Paula Jessica Ostiz Taco | Beatrice Temperoni |
| Cronometro (dettagli)     | Cat Ferguson | Paula Jessica Ostiz Taco | Anna Gaborska      |